# 李克寧 (唐朝)
李克宁（?—?），唐朝辽东襄平人，本名李清，北周太師李弼七世孙。武威郡王李澄的儿子。
李希烈之乱时，李澄引兵将取汴州，刘洽据汴州子城。李澄驻军浚仪，两军对峙。李希烈驻守郑州的属将孙液向李澄归降，李澄派李清驰赴。之前，河阳李芃派偏将雍希颢攻郑州，孙液抵御。孙液接纳李清后，雍希颢大怒，急攻郑州。李清助守，杀河阳兵数千，雍希颢焚烧阳武而去，李澄抵达郑州。唐德宗下诏授李清检校太子宾客、兼御史中丞，改名李克宁。贞元二年（786年）李澄去世。李克宁密不发丧，十天后，想要自领义成军节度使之事，其行军司马马铉不同意，李克宁杀了他，穿黑色丧服，加兵守城，将要作乱。刘洽率兵屯守在边境上，遣使劝阻，于是被迫停止图谋，但是道路封闭了半个月。唐德宗下诏以贾耽代镇，李克宁于是护丧归京师，将府库中财货全部连夜索取而出，军士跟随几乎把城中财物抢光，李澄棺柩至京，德宗赐李克宁一区庄园、一千缗钱、数千石粟麦。